# Artesania d'Algèria
L'artesania d'Algèria inclou tots els treballs artesans en els camps tèxtils, joiera i terrissa de la tradició d'Algèria i mostra les diverses influències històriques que han rebut els habitants d'aquest país. Constitueix un important sector econòmic pel seu pes en el comerç local i en el turisme.
El material predominant per a les joies artesanes és la plata i l'estil respon a la cultura berber, amb ornaments geomètrics i incrustacions de pedres i coralls de colors vius. Són cèlebres les polseres de la Cabília i els ornaments per al vestit femení.

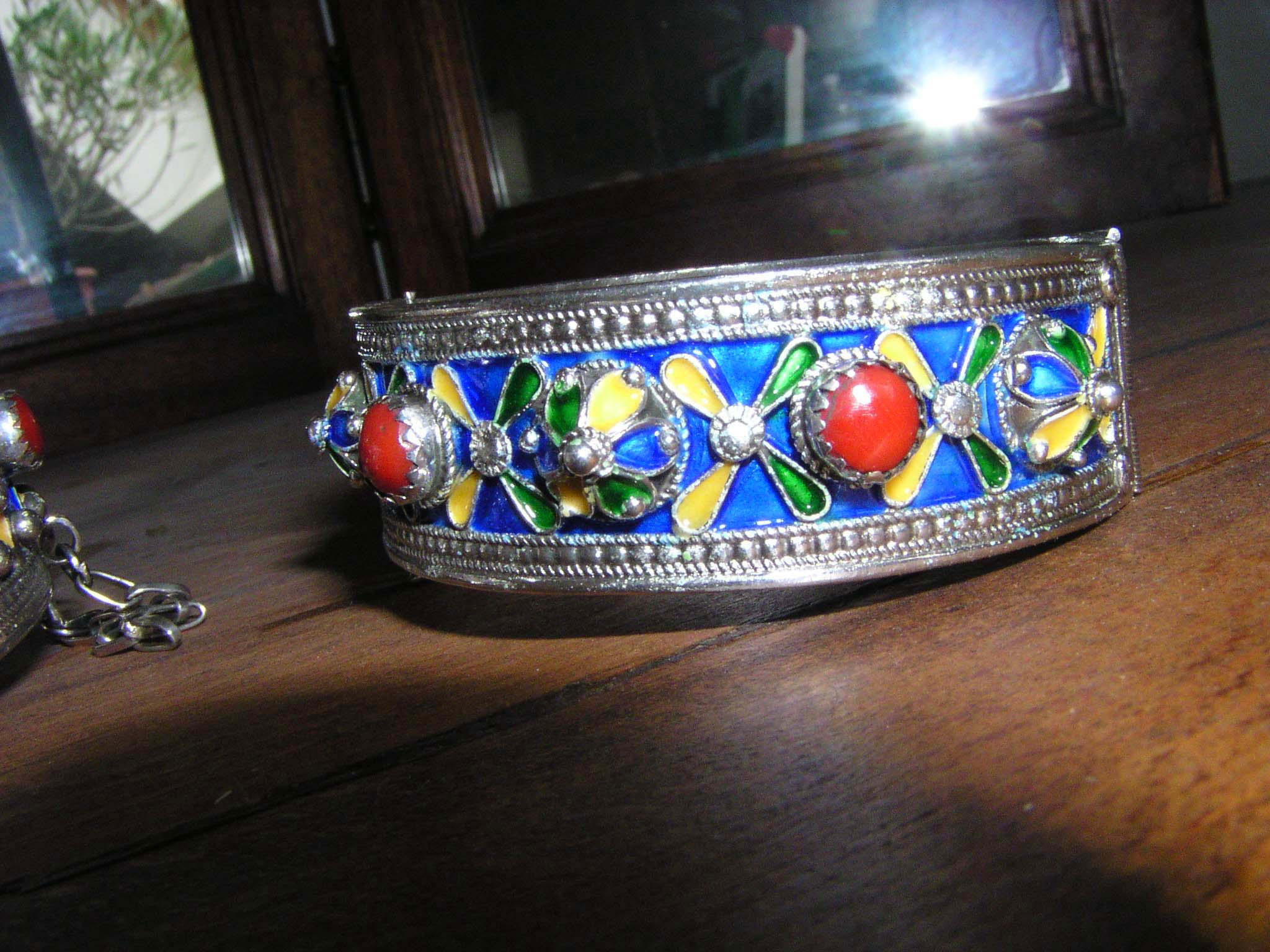
Braçalet de la Cabília

Els tapissos es formen a partir de nusos de llana amb bandes de diferents colors. Destaquen els produïts a Tlemcen i Mzab. Pel que fa al treball en cuir, present des de l'edat mitjana, s'aprecien influències orientals en objectes que serveixen de complement per a dinars o finalitats religioses. De la mateixa manera, els estris de cuina en fusta presenten talles curoses, especialment al nord del país.
La ceràmica usa argiles de diferents colors i també basa l'ornamentació en motius geomètrics. Pot tenir un ús profà o religiós. Els seus ornaments s'imiten també en els treballs als cistells i en els brodats rurals. A les robes urbanes, per contra, existeix una major influència andalusí en la riquesa dels ornaments i en la presència de fil d'or.

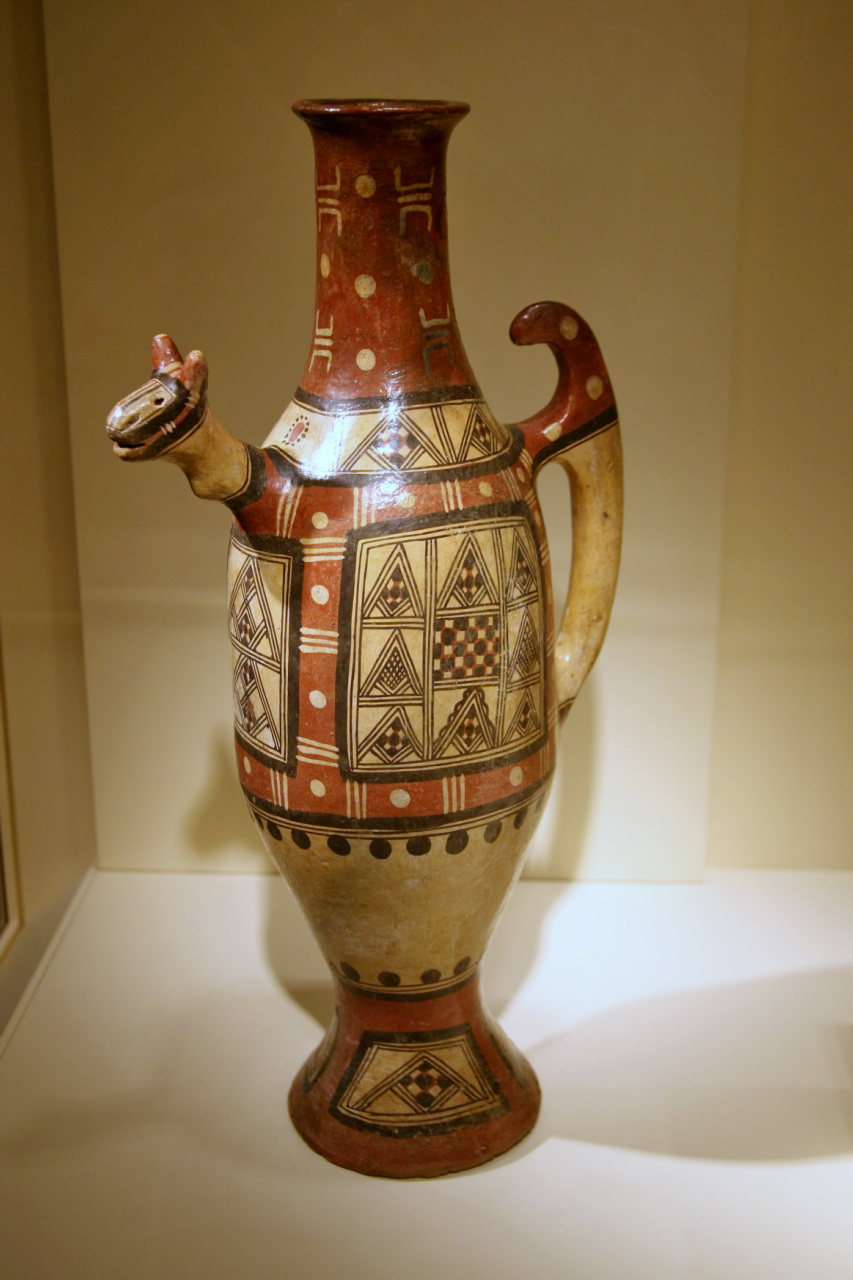
Gerra de ceràmica